# Еремей Константинович

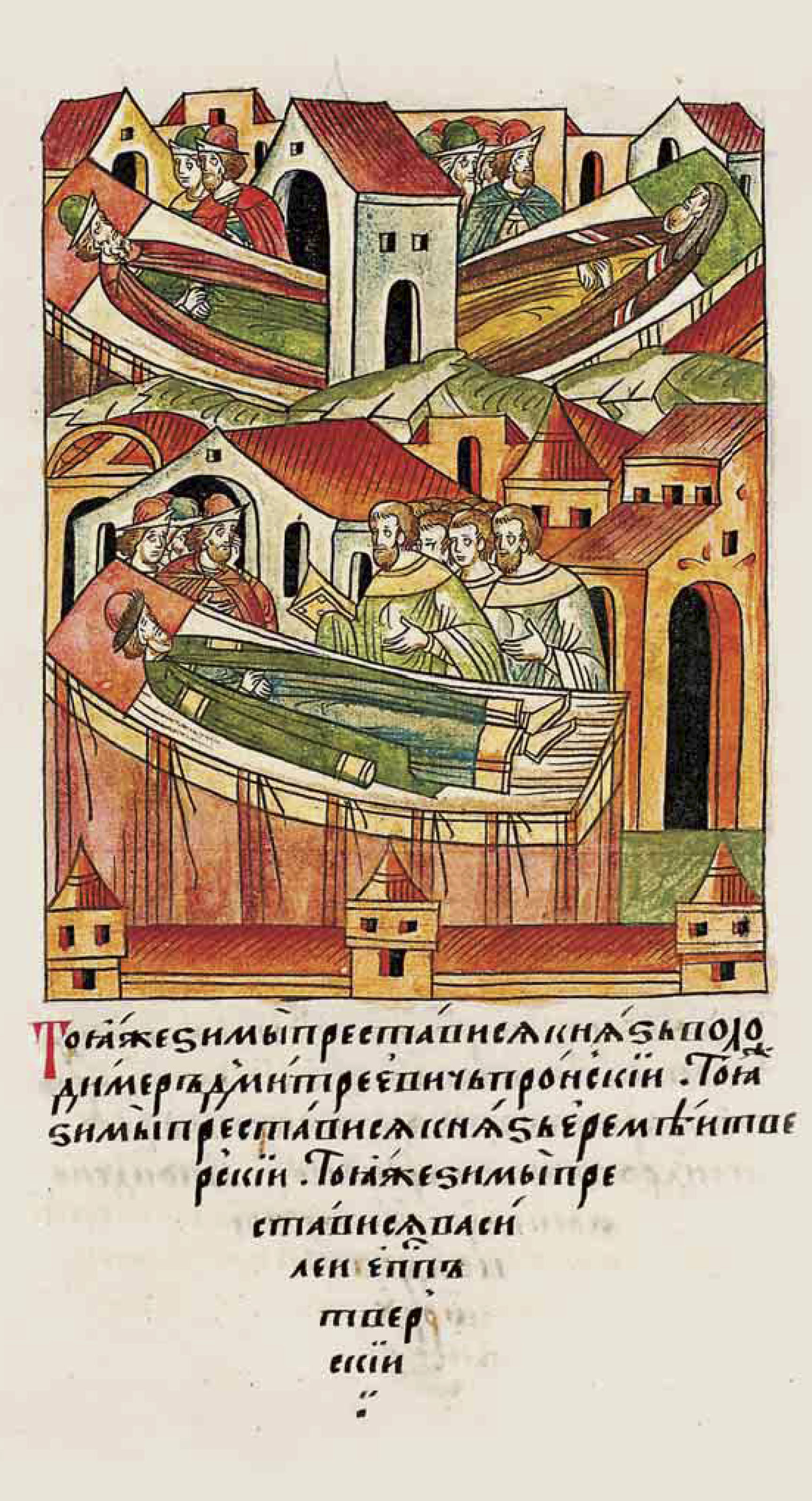
Смерть князя

Еремей (Иеремия) Константинович (ум. 1372) — удельный князь клинский («Дорогобужский»), сын Константина Михайловича, великого князя тверского.

## Биография
В 1364 году, по смерти своего брата, князя Симеона Константиновича, должен был наследовать его удел, но тот завещал его, помимо родного брата, двоюродному — князю Михаилу Александровичу микулинскому (впоследствии великому князю тверскому). Еремей Константинович решил не уступать своих прав на владение уделом брата и заключил союз с князем тверским Василием Михайловичем, которому также невыгодно было усиление Михаила Александровича. Соперники по существовавшему обычаю обратились к третейскому суду митрополита, и митрополит поручил разобрать это дело тверскому владыке Василию. Василий решил спор в пользу микулинского князя, но Еремей Константинович не удовлетворился таким судом и вместе с тверским князем жаловался на неправильность решения тверского епископа в Москву — митрополиту.

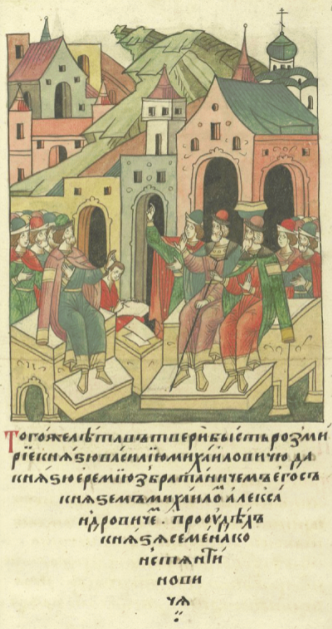
Спор князя Еремея с Василием Тверским и Михаилом Микулинским

Чем окончился этот второй суд — неизвестно, но вскоре после него, пользуясь отсутствием Михаила Александровича, ездившего тогда в Литву, Еремей Константинович вместе с великим князем тверским и московским вспомогательным войском пошёл на Тверь, опустошил земли Михаила Александровича и занял удел брата. Но 27 октября 1366 года вернулся из Литвы Михаил Александрович со вспомогательными литовскими войсками, захватил жену Еремея Константиновича и заставил удалиться союзные Еремею московские войска. Тогда Еремей Константинович должен был просить мира, отказавшись от прав на удел брата.
В следующем же 1367 году Еремей нарушил договор и уехал в Москву хлопотать о получении семёнова удела. Великий князь московский, давно уже желая вмешаться в тверские дела, принял участие в судьбе Еремея и пригласил в Москву князя Михаила Александровича. Тверской князь приехал, но сейчас по приезде был арестован и хотя потом отпущен, но с условием возвращения Еремею части семёнова удела. Еремей получил Городок, куда и отправился вместе с московским наместником.
После этого он уже не принимал деятельного участия в последующих событиях и не только жил в мире с Михаилом, но даже впоследствии помогал ему против Москвы и в 1372 году посылал своего сына Дмитрия с тверскими воеводами к реке Кистме против московского войска. От брака с Анастасией (ум. 1407), неизвестной нам по происхождению, Еремей Константинович имел двух сыновей: Дмитрия и Ивана.